# 최산두
최산두(崔山斗, 1482년 ~ 1536년)는 조선의 문신이다. 본관은 초계(草溪)이며, 자는 경앙(景仰), 호(號)는 신재(新齋)이다. 태어날 때 북두칠성의 광채가 내린 까닭으로 산두라고 이름을 지었다.

## 생애
전라도 광양(光陽)에서 아버지 한성판윤 최한영(崔漢榮)과 어머니 교리 한경회(韓敬澮)의 따님 사이에서 태어났다. 어려서부터 기이한 자질을 갖고 있었다.
8세 때에 시문을 지어 보이는 등 어려서부터 학문에 뛰어난 소양을 보였다. 18세에 상경하여 김굉필(金宏弼)의 문하에서 수학하였으며, 조광조(趙光祖), 김정(金淨)·김안국(金安國) 등과도 교유하였다.
1504년(연산군 10) 진사시에 합격하고, 1513년(중종 8) 31세에 별시 문과에 급제하였다. 이후 홍문관 저작· 박사, 홍문관 수찬·홍문관 정언 등을 역임하였다. 1518년 보은 현감이 되었으며, 승정원에서 『성리대전(性理大全)』을 강론할 사람 26명을 선발하였는데 그가 첫째로 뽑혀 호당에 들어가 사가독서(賜暇讀書) 하였다.

### 개혁과 반격
그는 당시 조광조 등이 주창한 도덕정치, 혁신정치에 뜻을 같이 하여 기존의 권력세력으로 부패한 훈구파를 비판하였다. 그러나 그가 속한 신진 개혁세력은 지나치게 도학적인 언행과 급격한 개혁으로 왕의 신임을 잃고 보수세력인 훈구파의 반격을 받았다.

### 유배 생활
1519년(중종 14)에 사인(舍人)으로 승진되었으나 기묘사화를 맞아 전라도 화순 동복의 나복산(蘿葍山) 아래에 유배되었다. 문장이 뛰어나 유성춘(柳成春)·윤구(尹衢)와 함께 ‘호남 삼걸’이라는 칭호를 받았다.
유배지에 많은 학자들이 찾아와 학문을 교유하며 사사를 받았는데, 뛰어난 제자로는 인종 때의 대학자인 하서 김인후와 미암 유희춘(柳希春)등을 꼽을 수 있다. 그는 유배생활 중에 화순 적벽(和順 赤壁)을 오가며 많은 시를 짓기도 하였다.
1533년에 해배된 뒤에도 그는 계속 그곳에서 살았는데, 그에 의해서 화순 적벽(和順 赤壁)의 아름다움이 세상에 알려지게 되었으며, 현재는 유명 관광 명소로 탈바꿈 하였다.

### 최후
그는 유배된지 15년 만인 1533년 자유의 몸이 되었으나, 3년 후인 1536년에 53세를 일기로 눈을 감았다. 묘는 전남 광양시 봉강면 부저리에 모셨다. 사후 1578년 광양군 광양면 우산리 교촌마을에 봉양사(鳳陽祠)를 세워 위패를 모셨으며, 1670년 전라남도 화순군 동복면 연월리 도원 서원(道源 書院)에 제향하였다.

## 가족 관계
- 아버지 : 최한영(崔漢榮)
- 어머니 : 한경회(韓敬澮)의 딸

## 관련 문화재
- 옥홀(전라남도 유형문화재 제40호)
- 중종으로부터 特賜 받았다는 옥홀(玉笏)은  길이 9치(27.3mm)폭 1치2푼(3.7mm)의 청옥(靑玉)으로 만들어 졌으며 일인유경보명유신 (一人有慶 寶命維新)이라고 해서체로 새겨져 있고 금으로 글자를 덮혀져 있다.
- 이는 중종때 임금의 명을 널리 개혁하라는 뜻으로 특별히 하사 받았다고 하면서 현제 조선시대를 통털어 단한개밖에  없다고 하나 이는 사실과 다르다.
- 이 옥홀은  중종때 만들었고 최산두에게 내사(內사)또는 특사(特賜)를 했다는 기록은 그어디에도 존재하지 않는다

이 일인유경보명유신 의 글이쓰여진 옥홀은 실제 옥홀이 아니고 선조37년10 월 19일에 선조의 2째왕비인 인목왕후에게 소성(昭聖)이라는 존호를 올리는 옥책에 나오는  첫번째 옥간(玉簡)이다.
선조는 광해군에게 왕위를 물려주지 않기위해 50세에 첫째왕비가 죽자 신하에게득달하여 19세인 인목왕비를 2째왕비로 맞이하고 적손자를 낳기를 기원했다  왕비첫해에 첫아이를 낳았는데 그가 여아인 정명공주이다.
선조는 이에 굴하지 않고 밤낮경연도 빠지면서 인목왕후전을 떠나지 않고 정명공주와 년연생의 아이를 회임한다.
선조 37년9월에 산실청을 설지하고 그다음달 산달을 ㅣ개월 앞두고 일인유경보명유신 이라는 글을 시작으로 옥책문을  올리는데 글은 당시 4대문장가중하나인 병조참판 신흠이 짓고 글은 해서체의 명필인 도승지 가 쓰고 옥장인, 각수(刻手)칠장(漆匠)도정수 등 40 명의 명장들이  남양청옥에 이 옥책을 만들어  인목왕후에게 바친다.
일인유경보명유신(一人有慶 寶命維新)은  일인(임금)에게 보명(寶命: 보배스러운 목숨, 왕의 혈통)을 유신(維新: 새롭게 이어간다면) 유경(有慶: 경사스러운 잏이다.
즉 임금의 새로운 생명을 이어간다면 경사스러운 일이다
라는 글이다.  이글을 첫문장으로 옥간에 새겨 인목왕비에게 바친다. (규장각  선조 재존호도감 의궤)
[옥책의 분실]
인목왕비는 광해군이 왕이되면서 자신의 아버지인 김제남이
서자들과 어울려 모반을 일으켰다는 북인들의 모함(특히 홍길동전의 허균)에의해 김제남을 죽임을 당하면서
영창대군과 광해군의 친형의 임해군마져 사사를 당하면서
광해군 10년 1월 30 일에 서궁에 폐위 되면서 대비라는 존호와 소성이라는 존호 등을 모두 폐위 되고 옥책을 거두어가게 되면서 서궁에 유패당한다.(광해군일기 광해 10년 1월 30 일)
이때 일인유경보명유신 의  옥책문이 쓰여진 옥책이 패위되고 궁에 허술히 관리되다가 여러 이괄의난, 병자호란등의 여러난을 겪으면서  궁이 침탈되면서 이때 모두 유실이 된다.
후일 18470 년대 순천에서 허씨 가 소유하고 있던 옥패를  초계최씨 최창o외 1인이, 광양현감등에게 상소하여
초계최씨  최산두가받은 어사옥패(御賜玉牌)를 돌달라는 상소문으로 초계최씨가문에서 보유 하고 있으며 왕이 하사 하였다고 기록되어 있으나  이는 궁에서 유실된것을 최산두선조가 중종으로부터 받았다고 오인 하여 전해진 구전이다.
재선조존호도감의궤에 보더라도 크기와 옥간의 상하에
穿 하여 두정침으로 고정하며
현재 위아래 구멍난 지점에 황동편제의 자국이 옥간이틀림없다. 특히 이 존호도감의궤의 글씨가 해서체로 쓰여진 필체가 지금보유한 옥간의 글씨체와 거의 동일 한것으로보아
동일인이 쓴것으로 보인다

## 같이 보기
- 조광조
- 김인후

1. ↑  AN, Moon Hee (2024년 8월 31일). “Protecting Children’s Image Rights as Parental Authority”. 《The Justice》 203: 41–64. doi:10.29305/tj.2024.8.203.41. ISSN 1598-8015.